# Castelo de Narrow Water
O Castelo de Narrow Water (em inglês Narrow Water Castle) localiza-se na margem esquerda do rio Clanrye, próximo a Warrenpoint, na cidade de Narrow Water, no Newry and Mourne District Council, Condado de Down, na Irlanda do Norte.
Constitui-se em uma torre-casa, considerada como um dos melhores exemplares de edificação do século XVI no país. Encontra-se classificado e sob os cuidados do estado desde 1956.

## História
A primitiva fortificação do local remonta a 1212. Foi erguida para prevenir ataques a Newry através do rio, por Hugh de Lacy, primeiro conde de Ulster, integrando as fortificações normandas construídas na região. Essa estrutura foi arrasada quando da Revolta irlandesa de 1641.
Em 27 de agosto de 1979, 18 soldados do Exército Britânico foram mortos numa emboscada de forças do Exército Republicano Irlandês no Castelo de Narrow Water. Foi o maior número de baixas em um único evento do Exército Britânico durante o período denominado "The Troubles".

## Características
A atual estrutura foi erguida com fins militares durante a década de 1560, sendo um exemplo típico das torre-casa erguidas por toda a Irlanda a partir do século XIV até ao início do século XVII.
Este tipo de construção apresenta planta no formato retangular, dividida internamente em três ou mais pavimentos, composta por uma série de câmaras sobrepostas, com escadas, armários e latrinas habilmente dispostos dentro dos muros (cuja espessura varia de 1,5 a 5 metros de espessura em alguns locais) ou, por vezes, contidas em ângulos salientes nos torreões.

## Ponte
Houve planos para a construção da ponte Narrow Water Bridge, que seria localizada nas imediações a sul do castelo, mas em Julho de 2013 o Louth County Council anunciou que o custo total da obra ultrapassava o limite suportado pelos fundos. Assim, ficou decidido adiar o projecto por tempo indefinido.

## Galeria

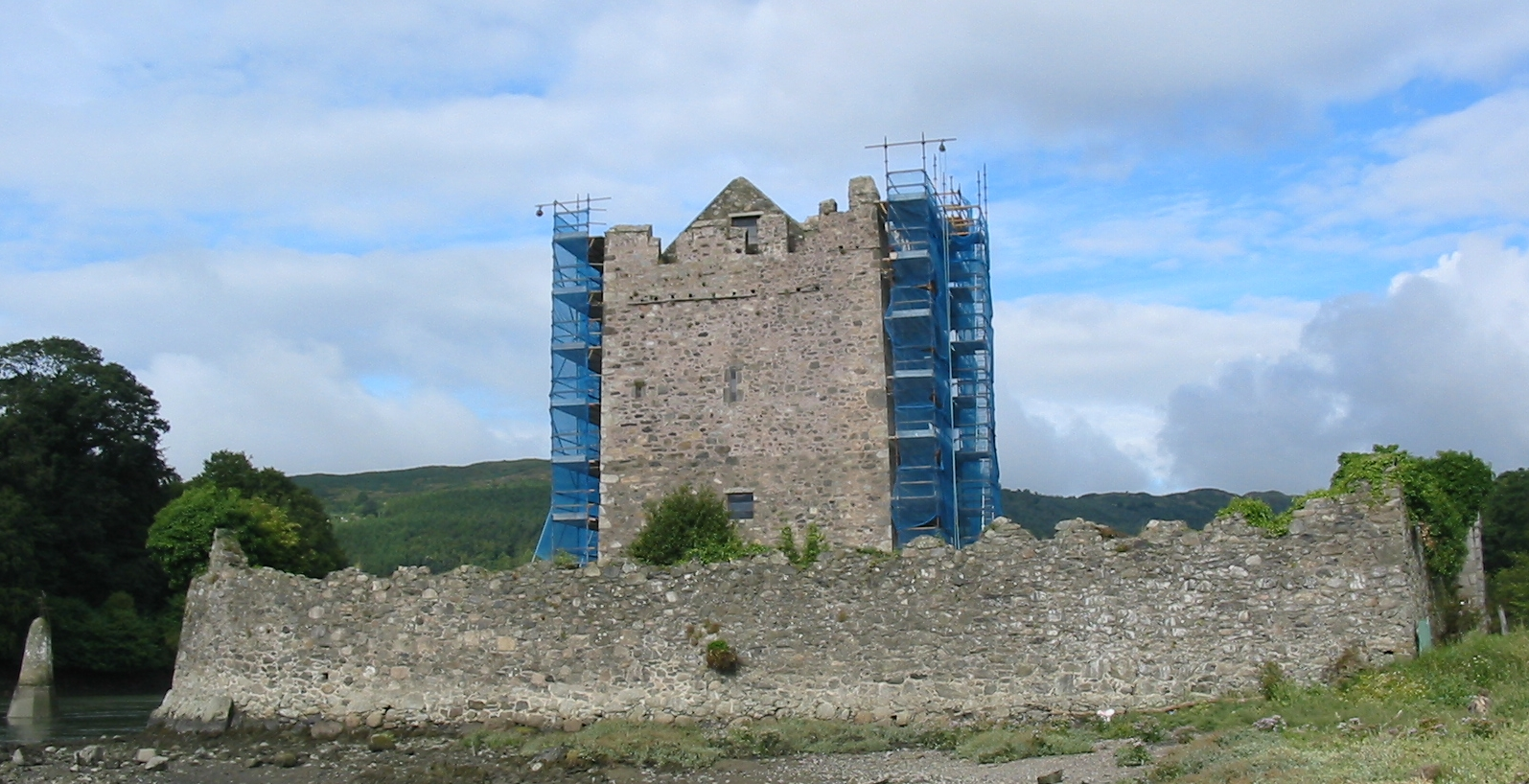
Narrow Water Castle sob restauro em 2006